# Keyword/Maze
Keyword/Maze – dwudziesty pierwszy singel południowokoreańskiego zespołu TVXQ, wydany w Japonii 12 marca 2008 roku przez Rhythm Zone. Jest to piąty i ostatni singel z „projektu TRICK” (jap. TRICK企画 TRICK kikaku). Nazwa projektu pochodzi od piosenki „TRICK” z albumu T. Piosenka ta jest kompilacją wszystkich melodii z projektu, o różnych aranżacjach i tempie. Pierwsza piosenka została wykonana przez wszystkich członków zespołu, podczas gdy druga piosenka była śpiewana przez Jaejoonga.
Singel osiągnął 7 pozycję w rankingu Oricon i pozostał na liście przez 16 tygodni, sprzedał się w nakładzie 29 122 egzemplarzy w Japonii i 12 000 w Korei Południowej.

## Lista utworów
| CD | CD                                           | CD           | CD            | CD        | CD      |
| Nr | Tytuł utworu                                 | Tekst        | Kompozycja    | Aranżacja | Długość |
| -- | -------------------------------------------- | ------------ | ------------- | --------- | ------- |
| 1. | „Keyword”                                    | H.U.B.       | AKIRA         | AKIRA     | 4:52    |
| 2. | „Maze -JEJUNG from Tōhōshinki-”              | Ryōji Sonoda | Ichirō Fujiya | tasuku    | 4:40    |
| 3. | „Keyword” (Less Vocal)                       |              | AKIRA         | AKIRA     | 4:52    |
| 4. | „Maze -JEJUNG from Tōhōshinki-” (Less Vocal) |              | Ichirō Fujiya | tasuku    | 4:40    |

## Listy przebojów
| Lista                             | Pozycja |
| --------------------------------- | ------- |
| Oricon Weekly Singles Chart       | 7       |
| Billboard Japan Hot 100           | 33      |
| Billboard Japan Top Singles Sales | 9       |